# Tūghyl
Tūghyl är en ort i Kazakstan.   Den ligger i oblystet Östkazakstan, i den östra delen av landet, 1 000 km öster om huvudstaden Astana. Tūghyl ligger 404 meter över havet och antalet invånare är 6 696.
Terrängen runt Tūghyl är lite kuperad. Runt Tūghyl är det mycket glesbefolkat, med 3 invånare per kvadratkilometer. Trakten runt Tūghyl består i huvudsak av gräsmarker.